# Runder Tisch
Ein Runder Tisch wird oft als symbolische Sitzordnung eingesetzt, bei der keine Hierarchie, sondern die Gleichberechtigung aller Teilnehmer herausgestellt wird. Er wird eingesetzt zur Klärung abweichender Interessen oder zur Bewältigung von Krisen, um einen von allen Seiten anerkannten Kompromiss zu finden.
Ein geschichtliches Beispiel sind die Runden Tische, an denen die Revolutionen im Jahr 1989 ausgehandelt wurden.
Der Begriff ist verwandt mit der legendären Tafelrunde am Hofe von König Artus (französisch table ronde, englisch round table) und umfasst sowohl die mittelalterliche als auch die moderne Bedeutung.
Der Runde Tisch ist zudem eine Form der Bürgerbeteiligung in Dialog- und Beteiligungsforen, um Zusammenarbeit zwischen gesellschaftlichen Institutionen und Bürgerschaft zu fördern.

## Verwendung beim Zusammenbruch des Ostblocks

### Gespräche am Runden Tisch in Polen 1989
Die erste Verwendung als eigenständiger Begriff bezeichnete die Gespräche am Runden Tisch in Polen, die in der Übergangsphase vom sozialistischen Staat zur demokratischen Republik zwischen dem 6. Februar und dem 5. April 1989 stattfanden. Teilnehmer waren Vertreter der regierenden Polnischen Vereinigten Arbeiterpartei (PVAP), der oppositionellen Gewerkschaft Solidarność, der katholischen Kirche und anderer Gruppen. Das erste Treffen am Runden Tisch fand am 6. Februar 1989 statt.
Diese Ergebnisse der Gespräche leiteten nicht nur das sanfte Ende der kommunistischen Parteiherrschaft in Polen ein, sondern hatten auch eine größere Katalysatorfunktion und trugen maßgeblich zum Untergang des Kommunismus in den Staaten Mittel- und Osteuropas bei.
Der damals verwendete runde Tisch ist heute im Präsidentenpalast zu sehen. Er hat einen Durchmesser von neun Metern und bietet 57 Personen Platz.

### Zentraler Runder Tisch in der DDR 1989/1990
In der Deutschen Demokratischen Republik wurde auf Initiative von „Demokratie Jetzt“ im Zuge der friedlichen Revolution ein Zentraler Runder Tisch eingerichtet. Dieser orientierte sich in der Symbolik der Bezeichnung am Runden Tisch in Polen, übernahm aber nicht die runde Form, sondern war rechteckig. Er trat am 7. Dezember 1989 zum ersten Mal zusammen und beeinflusste in der Zeit bis zur Volkskammerwahl im März 1990 stark die Arbeit der Regierung Modrow.  
Einer der ersten und wichtigsten Verhandlungspunkte am Zentralen Runden Tisch war die Auflösung des Ministeriums für Staatssicherheit (MfS) bzw. dessen Nachfolger das Amt für Nationale Sicherheit (ANS).  
Neben dem Zentralen Runden Tisch gab es 1989/90 auch in Großbetrieben, der Deutschen Reichsbahn und den Bezirken der DDR sowie auf kommunaler Ebene Runde Tische.

### Runder Tisch in Ungarn 1989/1990
In Ungarn entschied die Führung im Februar 1989, ein Mehrparteiensystem einzuführen. Mit der Entscheidung, die Grenze nach Österreich zu öffnen, leitete die ungarische Führung den Fall des Eisernen Vorhangs und den Zusammenbruch des Ostblocks ein. Verhandlungen mit der ungarischen Opposition am Runden Tisch führten zu den ersten freien Wahlen am 25. März 1990.

### Runder Tisch in Bulgarien 1990
In Bulgarien regierte jahrzehntelang Todor Schiwkow als Parteichef und Vorsitzender des Staatsrates. Unter dem Eindruck der Wende in den Nachbarstaaten wurde er im November 1989 gestürzt. Die KP einigte sich Anfang 1990 mit der Opposition auf einen Runden Tisch. Die Gespräche führten im Juni 1990 zu den ersten freien Wahlen. Bei diesen errang die Nachfolgepartei der KP die absolute Mehrheit; neuer Ministerpräsident wurde im Dezember 1990 der parteilose Dimitar Popow. Bei den zweiten Wahlen im Oktober 1991 gewann das Bündnis der Opposition.

## Weitere sogenannte Runde Tische
- 1930–1932: Britisch-indische Round-Table-Konferenzen in London
- 1994: Runder Tisch Amateurfunk in Deutschland ins Leben gerufen
- 1995: Runder Tisch zur Errichtung von Pflegekammern, Vorgänger der Nationalen Konferenz zur Errichtung von Pflegekammern in Deutschland
- 2003: Runder Tisch der Religionen in Stuttgart ins Leben gerufen
- 2009–2010: Runder Tisch Heimerziehung in den 50er und 60er Jahren
- 2011: Runder Tisch zur Vereinbarkeit von Familie und Beruf im Gesundheitswesen (beim Bundesgesundheitsministerium)[7]
- 2010–2011: Runder Tisch Sexueller Kindesmissbrauch in Abhängigkeits- und Machtverhältnissen in privaten und öffentlichen Einrichtungen und im familiären Bereich in Deutschland